# فرایند اف‌اف‌سی کمبریج
فرایند اف‌اف‌سی کمبریج (به انگلیسی: FFC Cambridge process) یک فرایند الکتروشیمیایی جهت تولید تیتانیوم از اکسید تیتانیوم از طریق الکترولیز کردن در نمک کلسیم مذاب است. تصور بر این است که در نهایت بازدهی تولید تیتانیوم با این فرایند از بقیه فرایندهای تولید تیتانیوم بیش‌تر خواهد شد. اگرچه این فرایند به‌طور خاص برای تولید تیتانیوم توسعه یافت اما امروزه این فرایند به صورت گسترده برای تولید انبوه فلزاتی از جمله تانتالوم و زیرکونیم هم استفاده می‌شود. به صورت تئوری هر فلزی که به صورت ترکیب اکسیدی وجود داشته باشد را می‌توان با این فرایند تولید کرد به طوری که حتی قیمت تولید آن از بقیه روش‌های تولید ارزان‌تر خواهد بود. هزینه تجهیزات نیز از هزینه روش‌هایی که از کوره‌های قوس الکتریکی استفاده می‌کنند بسیار کم‌تر است.

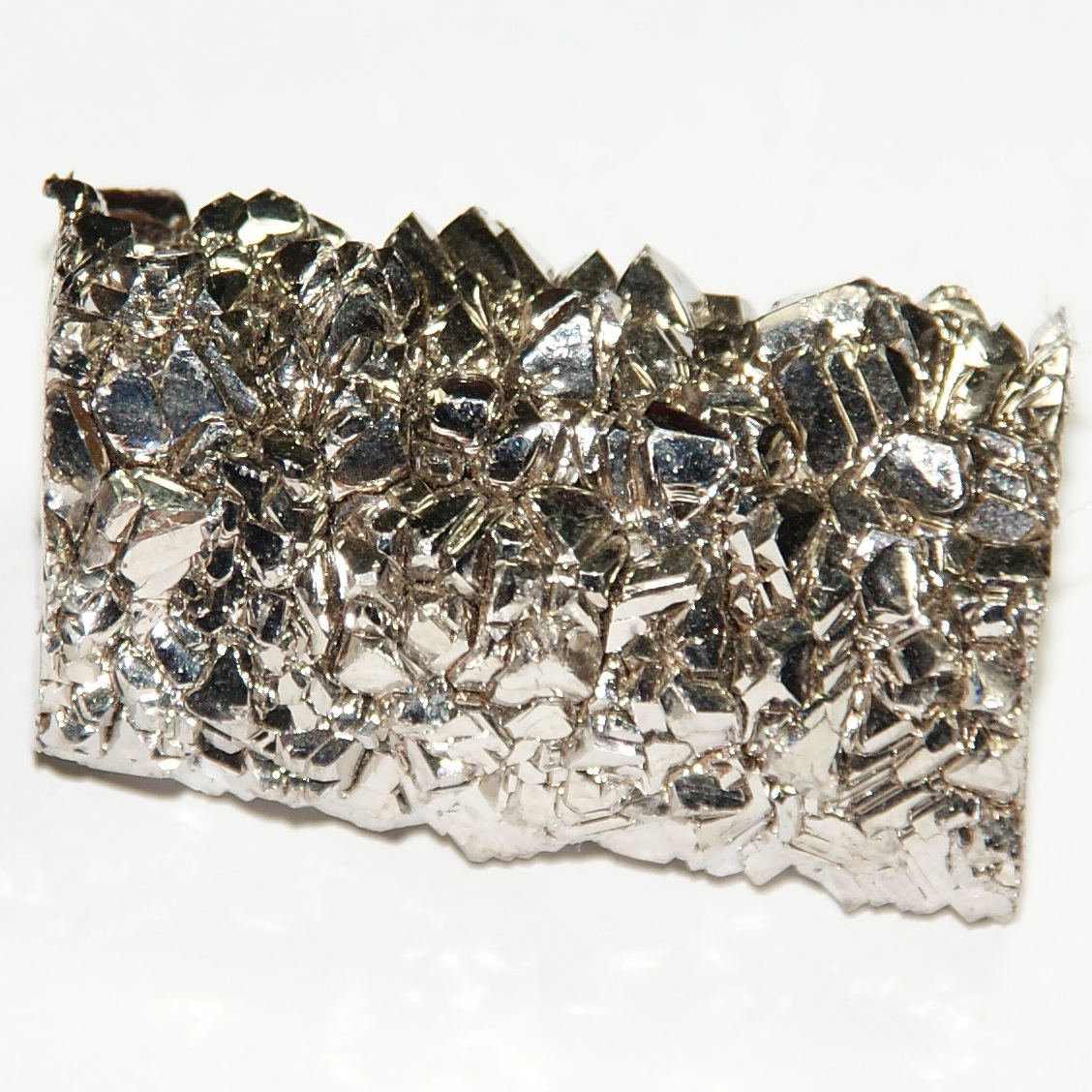
فلز تیتانیوم

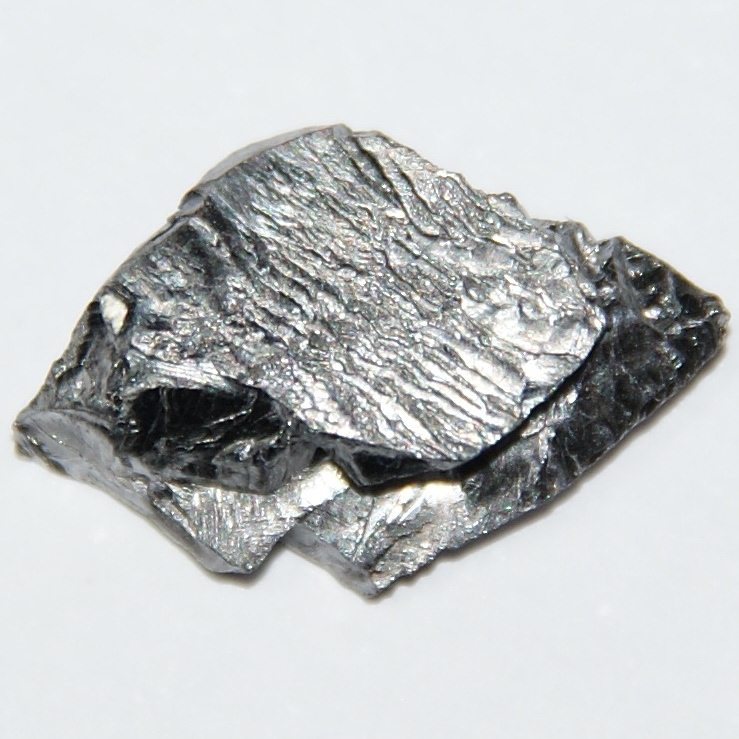
فلز تانتالوم

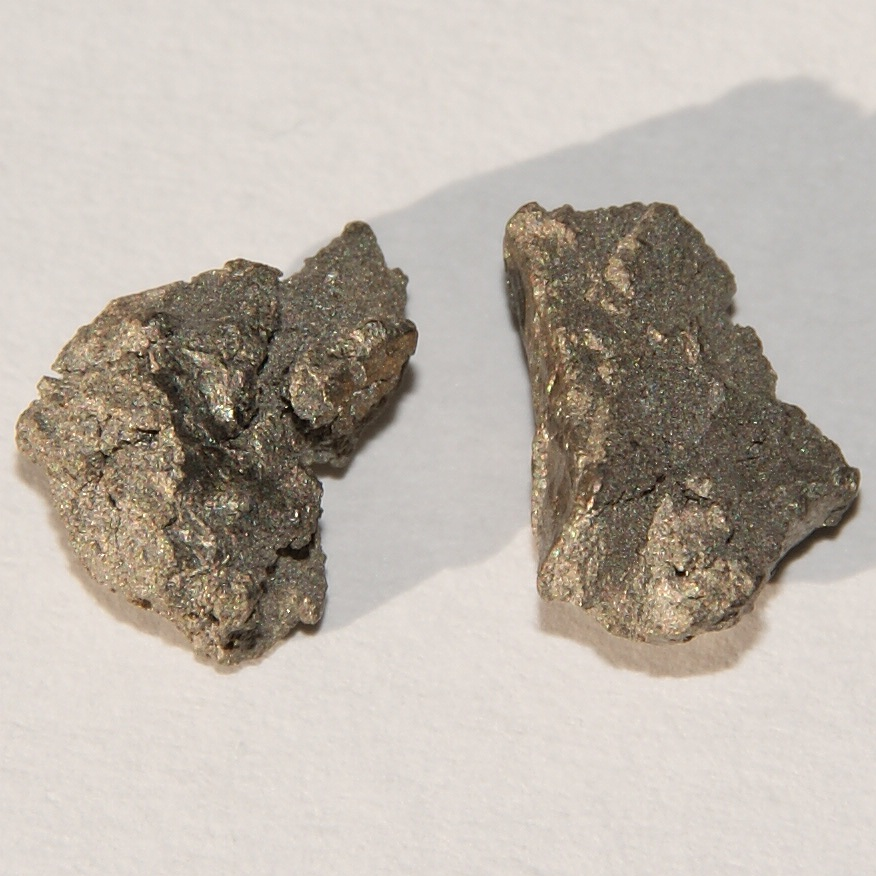
فلز زیرکونیم

## تاریخچه
در سال ۱۹۰۴ فرایندی جهت تولید الکتروشیمیایی تیتانیوم پیشنهاد شد، به طوری که دی‌اکسید تیتانیوم به صورت الکترولیتی در محلول کلسیم کلرید به فلز احیا می‌شود. در زمان توسعه این فرایند و تا امروزه تنها راه حذف لایه اکسیدی ترد، حل کردن این لایه در هیدروفلوریک اسید یا خرد کردن آن است که هر دو روش منجر به تغییر جزئی در ابعاد محصول تولیدی یا تولید زباله‌های خطرناک می‌شود. ایده آل‌ترین راه حذف اکسیژن از فاز آلفا بدون حذف تیتانیوم یا تغییر ابعادی آن است.
جورج چن، درک فری و توماس فارتینگ به دنبال راهی جهت حذف لایه‌های اکسیدی از سطح تیتانیوم بودند که به نتایج غیرقابل پیش‌بینی دست یافتند: آن‌ها یافتند در صورت اعمال جریان الکتریکی می‌توانند اکسید تیتانیوم را به صورت مستقیم به تیتانیوم تبدیل کنند. همچنین کار آن‌ها نشان داد الکترولیز نمک مذاب می‌تواند نمونه‌های دی‌اکسید تیتانیوم را به صورت مستقیم به فلز تیتانیوم تبدیل کند. فرایند اف‌اف‌سی کمبریج توسط جورج چن، درک فری و توماس فارتینگ بین سال‌های ۱۹۹۶ و ۱۹۹۷ در دانشگاه کمبریج توسعه یافت (اسم اف‌اف‌سی از حروف ابتدایی نام خانوادگی مخترعین گرفته شده‌است).

## فرایند
در این فرایند نمک مذاب به عنوان الکترولیت برای احیای الکتروشیمیایی اکسید فلز به کار میرود. پودر اکسید فلز درون کاتد موجود می‌باشد و به صورت مستقیم از طریق الکترودی‌اکسیداسیون به فلز تبدیل می‌شود. یون‌‌های اکسیژن جریان را در طول سلول حمل می‌کنند و گاز موجود در آند از فلز خارج می‌کنند. همچنین این روش تأثیر مخرب بسیار کمی بر محیط زیست دارد. فرایند معمولاً بین دمای ۹۰۰ و ۱۱۰۰ درجه سانتی‌گراد با یک آند (معمولا از جنس تیتانیوم) و یک کاتد (اکسید در حال احیا شدن) در محلول کلسیم کلرید مذاب انجام می‌شود. بسته به ماهیت اکسید، در پتانسیل خاصی نسبت به آند وجود خواهد داشت که به مقدار اکسید کلسیم موجود در کلسیم کلرید بستگی دارد. یکی از چالش‌ها پیدا کردن یک نمک بسیار پایدار است که در اثر اعمال پتانسیل برای تجزیه اسید، تفکیک نشده و بتواند یون‌های اکسیژن را در خود حل کند. کلسیم کلرید چنین نمکی است که از اکسید تیتانیوم پایدارتر بوده و بسیار ارزان است.

### مکانیزم واکنش کاتدی
مکانیزم احیای الکترو کلسیو ترمیک با توالی واکنش‌های زیر نشان داده می‌شود، که در آن M نشان‌دهنده فلز (معمولا تیتانیوم) احیا شده‌است.
(1){\displaystyle {\ce {MOx +x Ca -> M + x CaO}}}
زمانی که این واکنش خود به خود انجام می‌شود، از آن با عنوان «احیای کلسیو ترمیک» یاد می‌شود. به عنوان مثال، اگر کاتد از جنس اکسید تیتانیوم باشد در نتیجه احیای کلسیو ترمیک به صورت زیر پدیدار می‌شود:
{\displaystyle {\ce {TiO + Ca -> Ti + CaO}}}
درحالی‌که واکنش کاتدی می‌تواند به صورت بالا نوشته شود، در واقع این فرایند حذف تدریجی اکسیژن از اکسید است. برای مثال، نشان داده شده‌است که دی‌اکسید تیتانیوم به سادگی به تیتانیوم احیا نمی‌شود و در واقع از طریق اکسیدهای کم‌تر (اکسید تیتانیوم، Ti2O3 و غیره) به تیتانیوم احیا می‌شود. سپس اکسید کلسیم تولیدی الکترولیز می‌شود:
(۲ الف)  {\displaystyle {\ce {x Ca O -> x Ca^2+ + x O^2-}}}
(۲ ب) {\displaystyle {\ce {x Ca^2+ -> 2x e^- + x Ca}}}
(۲ ج) {\displaystyle {\ce {x O^2- -> x/2 O2 + 2x e^-}}}
واکنش (۲ ب) نشان‌دهده تولید فلز کلسیم از یون {\displaystyle {\ce {Ca^2+}}} درون نمک، در کاتد است، سپس کلسیم به احیای کاتد ادامه می‌دهد. نتیجه کلی واکنشهای ۱ و ۲ احیای اکسید به فلز و اکسیژن است:
(3){\displaystyle {\ce {MOx -> M + x/2 O2}}}

### مکانیزم واکنش آندی
مکانیزم واکنش آندی در این فرایند بدین صورت است که در آن یون‌های اکسیژن به کاتد به سمت آند می‌روند. برای اکثر آزمایش‌ها آندهای کربنی استفاد ه می‌شود که منجر به تولید دی‌اکسید کربن می‌شود. استفاده از کلسیم کلرید مذاب به دلیل توانایی حل و انتقال یون‌ها {\displaystyle {\ce {O^2-}}} به آند جهت آزاد شدن مهم است. واکنش آندی به جنس ماده آند بستگی دارد. بسته به سیستم ممکن است منواکسید کربن یا دی‌اکسید کربن یا ترکیبی از این دو تولید شود:
{\displaystyle {\ce {C + 2 O^2- -> CO2 + 4 e^-}}}
{\displaystyle {\ce {C + O^2- -> CO + 2 e^-}}}
در نتیجه تولید حباب‌های دی‌اکسید کربن، آندهای کربنی فرسایش یافته و ذرات و زباله‌هایی تولید می‌کنند که می‌توانند روی سطح جمع شده و اتصال کوتاهی بین آند و کاتد ایجاد کنند که باعث کاهش بازدهی جریان و افزایش مصرف انرژی شوند. اما اگر از آند خنثی استفاده شود، به‌طور مثال چگالی بالایی از دی‌اکسید گوگرد، آزادسازی یونهای {\displaystyle {\ce {O^2-}}} منجر به ایجاد گاز اکسیژن می‌شود. از جمله معایب استفاده از آند حنثی این است که وقتی غلظت اکسید کلسیم کم است تولید کلرید (Cl2) در آند مطلوب‌تر می‌شود. همچنین در مقایسه با آند کربن، انرژی بیشتری برای رسیدن به همان فاز احیا شده در کاتد نیاز است. نکته دیگری که به آن باید اشاره کرد این است که آندهای خنثی مشکل پایداری دارند.